# Jennifer Henderson
Pour les articles homonymes, voir Henderson.
Jennifer Henderson est une athlète américaine née en 1958. Spécialiste de l'ultra-trail, elle a notamment remporté la Vermont 100 Mile Endurance Run en 1993, l'Angeles Crest 100 Mile Endurance Run en 1996 et la Leona Divide 50 Mile en 1997.

## Résultats
| no  | féminin            | Course                | Longueur | Départ            | Temps            |
| --- | ------------------ | --------------------- | -------- | ----------------- | ---------------- |
| 12e | Médaille d'or      | Vermont 100           | 100 mi   | 31 juillet 1993   | 18 h 16 min 52 s |
| 19e | Médaille d'or      | Angeles Crest 100     | 100 mi   | 28 septembre 1996 | 24 h 26 min 26 s |
| 18e | Médaille d'or      | Leona Divide          | 50 mi    | 19 avril 1997     | 7 h 59 min 03 s  |
| 20e | Médaille d'argent  | Leona Divide          | 50 mi    | 25 avril 1998     | 8 h 28 min 19 s  |
| 20e | Médaille de bronze | Miwok 100K Trail Race | 100 km   | 2 mai 1998        | 11 h 27 min 20 s |